# 七星魔法使
《七星魔法使》（台湾又译作）是由日本Falcom制作和发行的电子角色扮演游戏。本游戏最初于1987年在PC-8801上推出。游戏后移植至X1、PC-9801和MSX2平台。游戏后也在Mega Drive和Windows发行。
《七星魔法使》是一款横向卷轴角色扮演类游戏。玩家可以创造10个角色。在一个队伍中至多可以有4个人物。
1990年，Fami通给予本游戏Mega Drive版本27/40的分数。

## 发行版本
该游戏最初于1987年在NEC PC-8801上首发，随后陆续移植到NEC PC-9801、NEC PC-88VA、Sharp X1 Turbo、MSX2等多个PC平台。1997年，Falcom在Windows平台推出了《Sorcerian Forever》（台湾又译作）。随后，在2000年，Falcom对《七星魔法使》进行了重制，推出了《Sorcerian Original》（中国大陆又译作）。
除此之外，《七星魔法使》还推出了多个与PC版本内容略有不同的主机版本。其中，世嘉开发了Mega Drive版，Victor Musical Industries开发了PC Engine Super CD-ROM²版，而Exe-Create和Media JuGGLer则为Dreamcast平台开发了《Sorcerian 七星魔法之使徒》（台湾又译作）。